# Kouskova Lhota
Kouskova Lhota je částečně dochovaná tvrz na místě zaniklé vesnice u Vrhavče v okrese Klatovy. Nachází se na samotě zvané Černé Krávy asi jeden kilometr severozápadně od Neznašov. Postavena byla nejspíše ve druhé polovině patnáctého století, ale roku 1686 přestala být panským sídlem a její budovy zanikly nebo splynuly s přilehlým hospodářským dvorem. Věž s pozůstatky opevnění a přilehlou stodolou je chráněná jako kulturní památka.

## Historie
V místech, kde se nachází samota Černé Krávy, stávala ve středověku vesnice Lhotka, později zvaná Kouskova Lhota podle rodu Kousků ze Sobětiček. Jejím prvním známým majitelem byl Milota Beneda ze Šťáhlav připomínaný roku 1501. Po něm je v letech 1521–1523 jako majitel vesnice uváděn Jan Beneda, který zemřel před rokem 1539 a zanechal po sobě dceru Lidmilu ze Šťáhlav. Ta přislíbila Hynku Černínovi z Chudenic, že mu věnuje polovinu majetku, který získá od svých příbuzných. Později odmítla dohodu splnit a učinila tak až po rozhodnutí soudu v roce 1539. K jejímu panství patřily kromě tvrze a dvora vesnice Radoňov s Neznašovem a části Vrhavče a Lhotky. Nedokázala však statek udržet, a proto jej roku 1544 prodala Janu Kouskovi ze Sobětiček, přičemž je poprvé zmíněna tvrz.

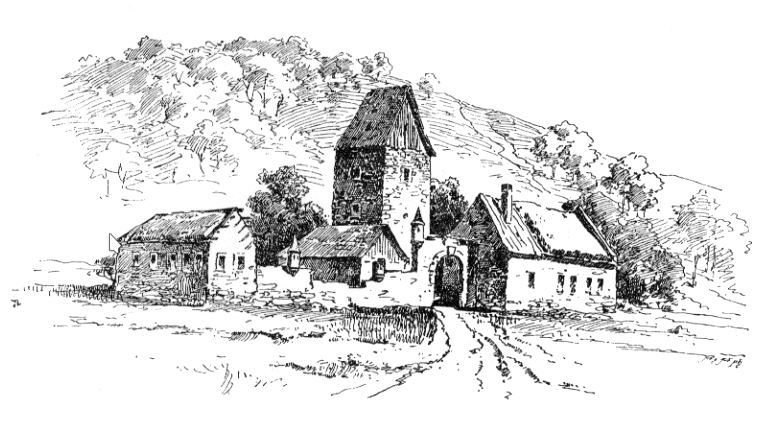
Tvrz v 18. století nakreslená podle fresky v týneckém zámku

Jan Kousek ze Sobětiček byl původem klatovský měšťan, ale roku 1529 jej Jiří ze Sobětic přijal za strýce. Jan Kousek tak získal erb. S manželkou Lidmilou z Římku měl pět synů. Z nich se jako pán na Lhotce uvádí roku 1559 nejstarší Václav. V roce 1570 rozšířil své panství o Onen Svět, Jarkovice a Šmejsárovský mlýn na potoce Bystrý. Nejspíše v témže roce se bratři rozdělili o majetek tak, že Lhotka připadla Jakubu Kouskovi, který zemřel před rokem 1607. Měl syny Jindřicha, Viléma a Daniela, z nichž nejstarší Jindřich spravoval panství. Zúčastnil se stavovského povstání, za což byl jeho statek převeden na manství. Zemřel roku 1621 a panství tvořené Lhotkou, Neznašovem, Vrhavčí a Radoňovem o pět let později přijali v léno jeho bratři Vilém a Daniel Kouskové. Po Vilémově smrti statek přijali v léno jeho synové Jan Adam, Vilém Daniel, Albrecht Hynek a Jindřich Jaroslav. V roce 1652 dosáhli za určitý poplatek propuštění statku z manství.
V roce 1655 se o panství dělili bratři Jan Adam a Albrecht Hynek. Jan Adam Kousek zemřel roku 1657 poté, co byl raněn v Hořejší Lhotce. Vdova Apoléna z Janovic s nezletilými dětmi potom vedla spor s Albrechtem Hynkem o dědictví. Nakonec jí na základě soudního rozhodnutí z roku 1662 připadlo 500 kop míšeňských a Kubanovský dvůr v Neznašově. Apolénin syn Ladislav Vilém Kousek prodal v roce 1667 svou část Lhotky Vilému Albrechtovi Krakovskému z Kolovrat, který ji brzy poté prodal Albrechtu Hynku Kouskovi. Vymínil si pouze, že bude moc používat část příkopu k vedení vody na své pozemky. Albrech Hynek Kousek zemřel roku 1686 a vdova Kateřina Polyxena Kousková z Perglasu musela z finančních důvodů téměř celé panství prodat Vilému Albrechtovi Krakovskému z Kolovrat. Ten poté Lhotku natrvalo připojil k týneckému panství. Tvrz poté ztratila svůj význam a začala chátrat. Na konci osmnáctého století byly její zbytky upraveny na sýpku.

## Stavební podoba
Z tvrze se částečně dochovalo opevnění v podobě fragmentů vodního příkopu a valu, který je nejlépe patrný na západní straně. Z budov tvrze stojí původní věž ve výši dvou pater, do které se vstupovalo později zazděným vchodem v prvním patře východní zdi. Budova je postavená z lomového kamene a má sedlovou střechu. Součástí tvrziště byl nejspíše ještě palác, který stával na místě novodobé stodoly. August Sedláček ho podle zprávy z roku 1655 popsal: „bývala nad mostnicí veliká světnice, při ní sklípek, za ním komůrka, podlé toho kuchyně s pecí chlebovou, za kuchyní špižírna s pavlačí, okolní síní malou, druhá světnička po schodech nahoru z veliké světnice jdouc a za ní komůrka, nad tím sýpka…“.